# Грасхопър
„Грасхопър” или „Грасхопър Клуб Цюрих“ (Grasshopper Club Zürich) е швейцарски футболен клуб от град Цюрих, който играе в Швейцарската Суперлига. Основан е на 1 септември 1886 г. от английския студент Том Грифит. Домакинските си мачове провежда на стадион „Лецигрунд”, който е с капацитет 26 000 места.

## Успехи
Национални:
- Шампион на Швейцария (27, рекорд): 
1897-1898, 1899-1900, 1900-1901, 1904-1905, 1920-1921, 1926-1927, 1927-1928, 1930-1931, 1936-1937, 1938-1939, 1941-1942, 1942-1943, 1944-1945, 1951-1952, 1955-1956, 1970-1971, 1977-1978, 1981-1982, 1982-1983, 1983-1984, 1989-1990, 1990-1991, 1994-1995, 1995-1996, 1997-1998, 2000-2001, 2002-2003
  -  Сребърен медал (19): 1925-1926, 1928-1929, 1929-1930, 1933-1934, 1937-1938, 1953-1954, 1956-1957, 1957-1958, 1967-1968, 1972-1973, 1973-1974, 1979-1980, 1980-1981, 1986-1987, 1988-1989, 1998-1999, 2001-2002, 2012-2013, 2013-2014
  -  Бронзов медал (12): 1919-1920, 1935-1936, 1939-1940, 1952-1953, 1954-1955, 1971-1972, 1974-1975, 1978-1979, 1991-1992, 1996-1997, 2004-2005, 2009-2010

- Купа на Швейцария (19, рекорд): 
1925-1926, 1926-1927, 1931-1932, 1933-1934, 1936-1937, 1937-1938, 1939-1940, 1940-1941, 1941-1942, 1942-1943, 1945-1946, 1951-1952, 1955-1956, 1982-1983, 1987-1988, 1988-1989, 1989-1990, 1993-1994, 2012-2013
  -  Финалист (13): 1927-1928, 1930-1931, 1932-1933, 1948-1949, 1952-1953, 1957-1958, 1962-1963, 1977-1978, 1992-1993, 1994-1995, 1998-1999, 2001-2002, 2003-2004
- Купа на Лигата (2): 
1973, 1975
  -  Финалист (2): 1977-1978, 1979-1980
- Суперкупа на Швейцария (1):

1989
- -  Финалист (2): 1988, 1990

Международни:
- Купа на УЕФА:
  - 1/2 финалист (1): 1977-1978
- Купа Интертото (2):

2006, 2008
- Купа на часовете (1):

2001
- Финалист в Алпийска купа (2):

1984, 1987

## Български футболисти
- Атанас Талев: 1946/48
- Марио Кирев: 2009 (наем) - (0 мача - 0 гола) в Суперлига
- Георги Миланов: 2016 (наем) - (11 мача - 0 гола) в Суперлига